# 大西ユカリ
大西 ユカリ（おおにし ユカリ、1964年4月6日 - ）は、日本の女性歌手。大阪府富田林市出身。

## 人物
本名は新宮 ゆかり（しんぐう ゆかり、旧姓：大西）。夫はミュージシャンの新宮虎児。
出身校は大阪府立金剛高等学校で漫画家・愛本みずほと同期生。
1998年「Jaye's mass choir（P-vine）」でCDデビュー。横山剣（クレイジーケンバンド）や木村充揮（元・憂歌団）と親交が深く、レコーディングへの参加やライブでの共演を何度も果たしている。
2000年から2009年まではバンド「大西ユカリと新世界」名義で活動し、9枚のオリジナルアルバムをリリースし、昨今の昭和歌謡ブームの火付け役として君臨。
2009年以降ソロシンガーとしてソウルフルな歌声と圧巻のパフォーマンスで老若男女から支持を得る。
2016年テイチクレコードへ移籍。
2018年レコードデビュー20周年を迎える。
6月20日、テイチクレコードよりニューアルバム「BLACK BOX」発売。
長らく地元の関西地方で生活。デビュー前に暮らしていた神戸市の中心街で、1995年に阪神・淡路大震災へ遭遇していた。新宮と結婚してからは、お互いの活動などとの兼ね合いで、東京と大阪を往復する生活を送っている。

## 来歴
- 元々ゴスペル・クワイアに所属
- 1986年 - 山崎廣明（元「ラッツ&スター」現「ダイナミックス」）横山剣（元「クールス」現「クレイジーケンバンド」）の薫陶を受け、北米黒人ソウル音楽グループ「CASINO」結成、音楽活動を開始。
- 1992年 - JAYE'S MASS CHOIR参加。
- 1998年 - P-VINEレコードから1stアルバム「JAYE'S MASS CHOIR」リリース。
  - 財団法人ヤマハ音楽振興会なんばセンターPMSゴスペルコース講師、摂津市摂津ファミリークワイア講師、劇団ひまわり青年部ゴスペルソウル隊講師、摂津市安威川公民館ゴスペルクラス講師などを歴任。
- 1999年 - JAYE'S MASS CHOIR脱退 - その後ソロでR&B＋歌謡曲をコンセプトに音楽活動を再開。
- 2000年 - 大西ユカリと新世界結成。
- 2002年 - アルバム「大西ユカリと新世界」リリース。
- 2003年 - 大阪近鉄バファローズ応援歌「レッドdeハッスル」リリース。
- 2005年12月 - アルバム「昭和残唱」で第47回日本レコード大賞企画賞受賞。
- 2009年1月 - 「大西ユカリと新世界」としての活動を休止する一方で、ソロ活動を再開。
  - ソロ活動へ再び専念してからは、テレビ・ラジオ番組へ出演するかたわら、CD・DVDの制作やライブなどを積極的に展開。自身の単独ライブに、「大西ユカリの新世界」時代のメンバーの一部が参加することもある。

## ディスコグラフィ

### アルバム
大西ユカリと新世界
- 大西ユカリと新世界（ブルース・インターアクションズ）
- 実録!大西ユカリ・ショウ （ブルース・インターアクションズ）
- 五曲入（ブルース・インターアクションズ）
- 六曲入（サブスタンス）
- 七曲入（サブスタンス）
- ありがとう（サブスタンス）
- 昭和残唱（サブスタンス）
- おんなのうた（サブスタンス）
- 大西ユカリのエエ仕事（ブルース・インターアクションズ）

大西ユカリ
| 発売日                                | タイトル                              | 規格品番                              | 備考                                  |
| ブルース・インターアクションズ/P-VINE | ブルース・インターアクションズ/P-VINE | ブルース・インターアクションズ/P-VINE | ブルース・インターアクションズ/P-VINE |
| ------------------------------------- | ------------------------------------- | ------------------------------------- | ------------------------------------- |
| 2009年5月20日                         | HOU ON                                | PCD-18570                             |                                       |
| 2010年5月26日                         | やたら綺麗な満月                      | PVCP-9671                             |                                       |
| 2012年2月2日                          | 直撃!韓流婦人拳 [韓国盤]              | PCD-17519                             |                                       |
| 2012年3月7日                          | 直撃!韓流婦人拳                       | PCD-18673                             |                                       |
| 2013年10月2日                         | ニガイナミダが100リットル             | PCD-28019                             |                                       |
| 2014年12月24日                        | 肉と肉と路線バス                      | PCD-26059                             |                                       |
| テイチクエンタテインメント            |                                       |                                       |                                       |
| 2016年8月24日                         | EXPLOSION                             | TECE-3381:初回限定盤 TECE-3382:通常盤 |                                       |
| 2018年6月20日                         | BLACK BOX                             | TECE-3489                             |                                       |
| 2023年9月20日                         | LaiLa                                 | TECG-30135                            |                                       |

### シングル
- レッドdeハッスル（サブスタンス）
- オモカゲ（サブスタンス）
- ちょっとまちがえた（サブスタンス）
- フォーエバー係長のブルース（中之島レコーズ）
- 大阪に雨が降れば（テイチクレコード）

### DVD
- 5-6-7 & More LIVE（コロムビア）
- 情熱の花（P-VINE）

### コンピレーション作品
- それから（木村充揮＆大西ユカリ）（アールディー レコ-ズ）
- 大阪ナイトスキャンダル（ユカリ＆ひろし）（ファイブズエンタテインメント）
- 77 －SONGS of OSAKA－（東芝EMI）
- 浜口庫之助 カヴァーソング（インベリアルレコード）
- URCトリビュート「Discover URC」）（avex io）
- あの鐘をならすのはあたし（サブスタンス）
- 暗い日曜日 Groomy Sunday（レントラックジャパン）
- 昭和レジデンス（サブスタンス）
- ぼくんち（ソニー・ミュージックエンタテインメント）
- ウェルカム大阪（大西ユカリ＆平松邦夫）（OSAKA元気レコーズ）
- 二人の新世界（大西ユカリ ＆ SHINGO☆西成）「ポチョムキン ＆ スーパースター列伝 ゴキゲンRADIO」 収録（VOLLACHEST）

### 書籍
- 続・情熱の花（白夜書房）
- 私のエッフェル塔（扶桑社）
- 歌に恋して（遊タイム出版）

他多数

## 出演

### 現在
- 大西ユカリの長生きこそがロックンロールだ！（ポッドキャスト himalaya、Spotifyで配信）

### 過去
- てるてる家族（NHK連続テレビ小説　2003年）
- F-CUBE（関西テレビ）
- FNNスーパーニュースアンカー（関西テレビ）金曜コメンテーター　他
- ナニワ音楽ショウ（MBSラジオ）
- 大西ユカリのハッスル歌謡曲（ABCラジオ）　プロ野球のシーズンオフのみ　2009年3月終了
- バラエティー生活笑百科（NHK 2011年）
- 水野真紀の魔法のレストラン（MBSテレビ）　隔月
- 若宮テイ子のゴールデン・ナイト・ショウ（エフエム大阪）
- 新栄音楽之穴（CBCラジオ）
- LOVE FLAP（水・木）（エフエム大阪 2014年4月3日-2015年9月24日）
- ほんまもん！原田年晴です（ラジオ大阪 2017年-2018年）火曜日アシスタント
- GOOD MORNING OSAKA（水・木）（エフエム大阪 2015年10月1日-2017年3月30日）
- GO！GO！フライデーショー！（ラジオ大阪 2018年4月6日-2020年12月25日）毎週金曜日
- 松村邦洋のOH-!邦自慢（山口放送ほか 2023年11月18日、11月25日）